# Disturbo paranoide di personalità
Il disturbo paranoide è un disturbo di personalità caratterizzato da diffidenza e sospettosità che spingono a interpretare le motivazioni degli altri sempre come malevole per la propria persona o per le persone a cui il paranoico vuole bene (figli, genitori, famigliari...). Gli individui che maturano questa struttura di personalità sono dominati in maniera rigida e pervasiva da pensieri fissi di persecuzione, timori di venir danneggiati, paura continua di subire un tradimento anche da persone amate, senza che però l'intensità di tali pensieri raggiunga caratteri deliranti. L'"esame di realtà" rimane, infatti, intatto.
Secondo la prospettiva psicodinamica, queste caratteristiche di personalità sono prevalentemente attribuibili ad un massiccio uso del meccanismo di difesa della proiezione, attraverso il quale le caratteristiche ritenute cattive appartenenti alla propria persona vengono attribuite, proiettate all'esterno, su altre persone, o sull'intero ambiente, che verrà così percepito come costantemente ostile e pericoloso per la sopravvivenza dell'individuo.

## Il Disturbo Paranoide nel DSM IV
Il Disturbo Paranoide di Personalità è un tipo di organizzazione della personalità considerato patologico, e classificato fra i disturbi di personalità, Asse II (Disturbi di Personalità), gruppo A.
Il Manuale diagnostico e statistico dei disturbi mentali (DSM-IV) definisce la struttura di personalità paranoide come un disturbo di personalità, vale a dire una "modalità persistente di esperienza interna e di comportamento che si discosta in modo marcato dalle aspettative della cultura dell'individuo" (DSM-IV, APA 1994). Tale modalità di esperienza si riflette nelle funzioni della sfera cognitiva, affettiva, interpersonale e degli impulsi.
Il DSM si basa principalmente sulle prevalenze statistiche evidenziate nella raccolta dei cosiddetti sintomi osservabili di un disturbo mentale. In altre parole, è il risultato di una raccolta dei comportamenti, caratteristiche di personalità, pensieri ed affetti dei pazienti di un ampio campione di psichiatri e psicoterapeuti, o dei volontari a qualche ricerca diagnostica che hanno compilato dei questionari.
Come per tutti gli altri disturbi raccolti e descritti, il Disturbo Paranoide di Personalità è il risultato di una raccolta di comportamenti, tendenze o caratteristiche di personalità che prevalentemente si sono riscontrate in individui poi classificati come affetti da Disturbo Paranoide.
Si parla di «diffidenza e sospettosità» verso gli altri se sussistono quattro o più delle seguenti caratteristiche:
1. sospetti non realistici di venir sfruttati o danneggiati
2. dubbi ingiustificati sulla lealtà degli amici
3. paura di confidarsi con gli altri
4. fraintendimento delle parole altrui, come semplici rimproveri o altro, verso significati più minacciosi
5. prevalenza di rancore verso gli altri
6. sentimento ingiustificato di venire attaccati o danneggiati, e tendenza a reagire
7. paura ingiustificata di essere tradito dal coniuge

## Il disturbo paranoide ed altre patologie mentali con sintomi paranoidi
Vi sono anche patologie più gravi, che presentano i sintomi tipici paranoidi, ma non rientrano più nella diagnosi di disturbo di personalità. Se le idee persecutorie hanno contenuti eclatanti di delirio si parla allora di psicosi a sfondo paranoico o "delirio lucido" (vedi: schizofrenia paranoide).

## In psicoanalisi
Il meccanismo della proiezione è una strategia di difesa dell'Io considerata primitiva, cioè utilizzata in modo massiccio nella primissima infanzia. Nell'età adulta, la proiezione verrà impiegata in maniera più attenuata (nel linguaggio comune, si tratta della cosiddetta paranoia), e tollerabile per l'adattamento, che presuppone anche l'esercizio della fiducia o, nelle parole di Melanie Klein, della gratitudine.
In individui la cui struttura di personalità porta l'Io ad impiegare come principale strategia di adattamento un massiccio uso della proiezione, e di altre difese arcaiche, si ha un quadro di Disturbo Paranoide di Personalità.